# Chiesa dei Santi Cosma e Damiano (Zelo Buon Persico)
La chiesa dei Santi Cosma e Damiano è la chiesa parrocchiale della località di Muzzano, nella diocesi di Lodi.

## Storia
Il primo documento scritto in cui si abbia notizia della chiesa di Muzzano risale al 1156: in esso la chiesa viene definita rettoria. In seguito venne censita come parrocchia.
La costruzione attuale, visti i caratteri stilistici, può essere datata al XIII secolo, anche se molti elementi sono certamente posteriori.
Nel 1561 una bolla papale di Pio IV assegnò la proprietà e la cura della chiesa all'Ospedale maggiore di Milano, che già possedeva il paese di Muzzano e le terre agricole circostanti. L'Ospedale maggiore ottenne anche il diritto di nominare il parroco, scegliendolo fra una rosa di nomi proposta dal vescovo di Lodi.

## Caratteristiche
La chiesa si trova al limite del nucleo abitato, in fregio alla strada provinciale Lodi-Paullo e alla roggia Bertonica.
La facciata, a capanna, presenta i caratteri tipici dell'architettura romanica lombarda, con uso del mattone a vista; il coronamento superiore, ad archetti trilobati di gusto gotico, risale probabilmente a un'epoca successiva. L'ingresso è preceduto da un protiro databile a fine Cinquecento.
Sul fianco meridionale si innalza il campanile, in mattoni, con finestre gotiche murate; la parte superiore con la cella campanaria risale invece al Seicento o al Settecento.
L'interno, a navata unica, non presenta motivi di particolare interesse.